# Rostock Seawolves
Gli Rostock Seawolves sono una società cestistica avente sede a Rostock, in Germania. Fondata nel 1994, giocano nel campionato tedesco.
Disputa le partite interne nella Stadthalle Rostock, che ha una capacità di 4.550 spettatori.

## Roster 2022-2023
Aggiornato al 12 febbraio 2023.
|    | Naz.                                         | Ruolo | Sportivo         | Anno | Alt. | Peso |  |
| -- | -------------------------------------------- | ----- | ---------------- | ---- | ---- | ---- |  |
| 0  | Stati Uniti (bandiera)                       | P     | JeQuan Lewis     | 1994 | 185  | 82   |  |
| 2  | Stati Uniti (bandiera)                       | P     | Tyler Nelson     | 1995 | 191  | 82   |  |
| 5  | Stati Uniti (bandiera) · Germania (bandiera) | G     | Chris Carter     | 1992 | 192  | 92   |  |
| 10 | Stati Uniti (bandiera)                       | A     | Derrick Alston   | 1997 | 206  | 86   |  |
| 12 | Germania (bandiera)                          | AP    | Stefan Ilzhöfer  | 1995 | 200  | 85   |  |
| 13 | Finlandia (bandiera)                         | AP    | Elias Valtonen   | 1999 | 200  | 93   |  |
| 14 | Stati Uniti (bandiera)                       | GA    | Jordan Roland    | 1997 | 185  | 78   |  |
| 18 | Germania (bandiera)                          | C     | Till Gloger      | 1993 | 204  | 101  |  |
| 19 | Germania (bandiera)                          | AG    | Sid-Marlon Theis | 1993 | 205  | 95   |  |
| 21 | Stati Uniti (bandiera)                       | C     | Selom Mawugbe    | 1999 | 208  | 104  |  |
| 22 | Stati Uniti (bandiera)                       | AP    | Nijal Pearson    | 1997 | 196  | 91   |  |
| 24 | Germania (bandiera)                          | GA    | Dennis Nawrocki  | 1992 | 193  | 98   |  |

### Staff tecnico
- Allenatore:  Christian Held
- Assistenti:  Ralph Held,  Tom Schmidt